# Bobby Goldsboro

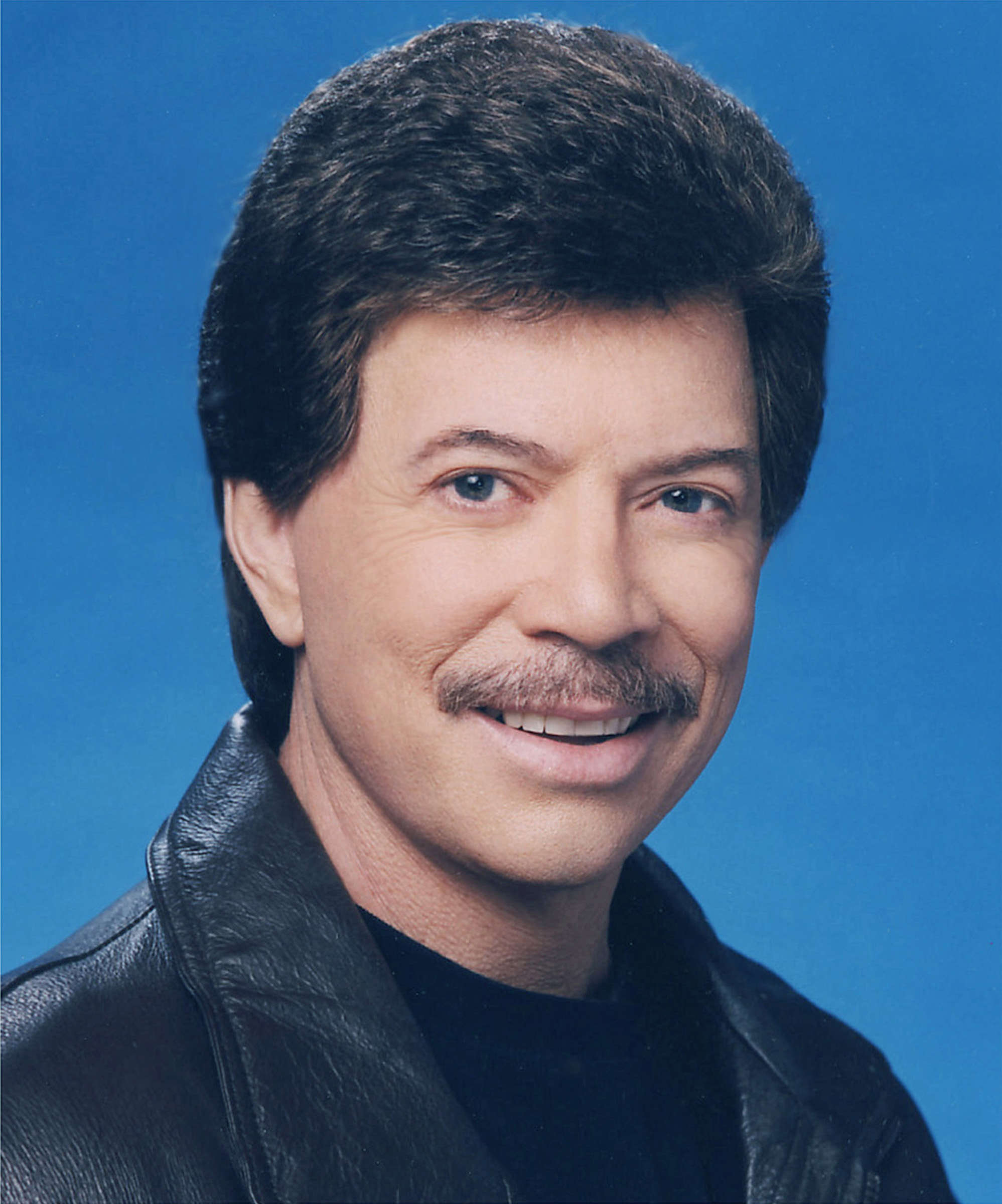
Bobby Goldsboro, 2010

Bobby Goldsboro (* 18. Januar 1941 in Marianna, Florida) ist ein US-amerikanischer Sänger, Songschreiber und Musikproduzent.

## Karriere
In den frühen 1960er Jahren war Goldsboro neben seinem Studium in Alabama Mitglied der Band Webbs. Roy Orbison entdeckte die Formation und heuerte sie kurz darauf als Begleitband an. Goldsboro war zwei Jahre lang Gitarrist und Songschreiber für Orbison. Im Herbst 1962 nahm er seine erste Solosingle, You Better Go Home , bei Laurie Records auf. Erfolg stellte sich allerdings erst mit deren Nachfolger Molly ein, der Platz 70 der US-Charts erreichte.
Im Januar 1963 kam die erste Single, die Goldsboro für United Artists aufnahm, in die Charts und See the Funny Little Clown erreichte Platz 9. Daraufhin riet ihm Orbison zu einer Solokarriere. Er spielte im Vorprogramm der Rolling Stones und hatte weitere Hits in den US-Charts, so z. B. 1965 Little Things, das bis Platz 13 kam, im gleichen Jahr Voodoo Woman, Platz 27. 1966 folgten zwei weitere Top-40-Hits, It’s Too Late und Blue Autumn.
In einer Zeit, als britische Bands wie The Beatles oder The Rolling Stones auch in den USA große Erfolge feierten (siehe British Invasion), blieb Goldsboro der sanften Ballade treu. 1968 hatte er mit Honey – geschrieben von Bobby Russell und ursprünglich vom ehemaligen Kingston-Trio-Mitglied Bob Shane aufgenommen – seinen größten Hit. Das Lied über den Tod einer jungen Braut war nicht nur fünf Wochen auf dem ersten Platz der US-Charts, sondern verpasste 1968 und nach einer Wiederveröffentlichung 1975 zweimal nur knapp die Spitzenposition der UK-Charts.
Von 1968 bis 1973 erreichten vier weitere Lieder von ihm die US-Top-40, Autumn of My Life, The Straight Life, Watching Scotty Grow und Summer (The First Time). Dieser Titel kam in den US-Charts auf Platz 21 und war sein letzter Top-40-Song in den USA, in Großbritannien schaffte der Titel es in die Top 10. Seinen letzten Hit landete Goldsboro 1974 mit dem von Roger Cook und Roger Greenaway geschriebenen Song Hello Summertime, der in Großbritannien noch einmal Platz 14 erreichte.
Als Songschreiber schrieb er unter anderem Stücke für Aretha Franklin, John Denver, Paul Anka, Dolly Parton und Bette Midler. Insgesamt gelangen Goldsboro 26 Hits in den US-Billboard-Charts und 12 in den Country-Charts.
Der Text seines Liedes Summer (The First Time) wurde mit wenigen Veränderungen 1976 in einer deutschen Übersetzung von Gregor Rottschalk, einem Texter des Schlagersängers Peter Maffay, unautorisiert für dessen Erfolgstitel Und es war Sommer verwendet.
Nachdem Goldsboro von 1972 bis 1975 erfolgreich eine eigene Show moderierte und produzierte, gründete er 1973 in Nashville House of Gold Music. Seit den 1990er Jahren veröffentlicht er Kinderbücher und produziert Fernsehen für Kinder für den Disney Channel und PBS.

## Diskografie

### Alben
| Jahr | Titel                   | Höchstplatzierung, Gesamtwochen, AuszeichnungChartsChartplatzierungen (Jahr, Titel, Platzierungen, Wochen, Auszeichnungen, Anmerkungen) | Anmerkungen                                                                               |
| Jahr | Titel                   | US | Anmerkungen                                                                               |
| ---- | ----------------------- | --- | ----------------------------------------------------------------------------------------- |
| 1968 | Honey                   | US5 Gold · (48 Wo.)US | Erstveröffentlichung: April 1968 Produzenten: Bob Montgomery, Jack Gold                   |
| 1968 | Word Pictures           | US116 (13 Wo.)US | Erstveröffentlichung: September 1968 Produzenten: Bob Montgomery, Bobby Goldsboro         |
| 1969 | Today                   | US60 (13 Wo.)US | Erstveröffentlichung: Mai 1969 Produzenten: Bob Montgomery, Bobby Goldsboro               |
| 1970 | Muddy Mississippi Line  | US139 (11 Wo.)US | Erstveröffentlichung: Januar 1970 Produzenten: Bob Montgomery, Bobby Goldsboro, Jack Gold |
| 1971 | We Gotta Start Lovin’   | US120 (13 Wo.)US | Erstveröffentlichung: Januar 1971 Produzenten: Bob Montgomery, Bobby Goldsboro            |
| 1971 | Come Back Home          | US142 (5 Wo.)US | Erstveröffentlichung: August 1971 Produzent: Bobby Goldsboro                              |
| 1973 | Summer (The First Time) | US150 (11 Wo.)US | Erstveröffentlichung: September 1973 Produzenten: Bob Montgomery, Bobby Goldsboro         |

Weitere Alben
- 1964: The Bobby Goldsboro Album
- 1965: I Can’t Stop Loving You
- 1965: Broomstick Cowboy
- 1965: Little Things
- 1966: Blue Autumn
- 1966: It’s Too Late
- 1967: Our Way of Life (mit Del Reeves)
- 1967: The Romantic, Wacky, Soulful, Rockin’, Country, Bobby Goldsboro
- 1968: This Is Bobby Goldsboro
- 1970: Autumn of My Life
- 1972: California Wine
- 1972: Doral Presents Bobby Goldsboro
- 1973: Brand New Kind of Love
- 1975: I Believe in Music
- 1975: Through the Eyes of a Man
- 1975: A Butterfly for Bucky
- 1977: Goldsboro
- 1980: Bobby Goldsboro
- 1982: Round Up Saloon
- 1986: Happy Holidays
- 1992: Stinger, King of the Bees
- 1992: Lumpkin, the Pumpkin
- 1992: Snuffy, the Elf Who Saved Christmas
- 1993: Easter Egg Mornin’

### Kompilationen
| Jahr | Titel                                                | Höchstplatzierung, Gesamtwochen, AuszeichnungChartsChartplatzierungen (Jahr, Titel, Platzierungen, Wochen, Auszeichnungen, Anmerkungen) | Anmerkungen                                                                                 |
| Jahr | Titel                                                | US | Anmerkungen                                                                                 |
| ---- | ---------------------------------------------------- | --- | ------------------------------------------------------------------------------------------- |
| 1967 | Solid Goldsboro: Bobby Goldsboro’s Greatest Hits     | US165 (3 Wo.)US | Erstveröffentlichung: April 1967                                                            |
| 1970 | Bobby Goldsboro’s Greatest Hits                      | US103 (10 Wo.)US | Erstveröffentlichung: Juni 1970 Produzenten: Bob Montgomery, Bobby Goldsboro                |
| 1974 | Bobby Goldsboro’s 10th Anniversary Album Doppelalbum | US174 (3 Wo.)US | Erstveröffentlichung: November 1974 Produzenten: Bob Montgomery, Bobby Goldsboro, Jack Gold |

Weitere Kompilationen
- 1970: Pledge of Love
- 1974: Bobby Goldsboro’s 10th Anniversary Album Vol. II
- 1974: Hello Summertime
- 1974: Bobby Goldsboro
- 1977: Goldsboro Gold
- 1978: Greatest Hits Of
- 1980: Love Songs
- 1980: Bobby Goldboro Gold
- 1982: The Best of Bobby Goldsboro
- 1985: Greatest Hits
- 1988: Greatest Hits
- 1989: The Very Best of Bobby Goldsboro
- 1990: All-Time Greatest Hits
- 1990: Honey
- 1991: The Best of Bobby Goldsboro: Honey
- 1995: Honey: 22 Greatest Hits
- 1997: Gilley’s Unreleased Performance of Bobby Goldsboro
- 1999: Hello Summertime: The Very Best of Bobby Goldsboro
- 2003: Original Artist Hit List
- 2003: Absolutely the Best
- 2005: Best of Bobby Goldsboro, Vol. 1
- 2005: Best of Bobby Goldsboro, Vol. 2
- 2005: Honey
- 2005: Brand New Kind of Love
- 2005: Rock Breakout Years: 1968
- 2007: The Very Best of Bobby Goldsboro
- 2008: Best of Bobby Goldsboro, Vol. 1 & 2

### Singles
| Jahr | Titel Album                                                                  | Höchstplatzierung, Gesamtwochen, AuszeichnungChartplatzierungen (Jahr, Titel, Album, Platzierungen, Wochen, Auszeichnungen, Anmerkungen) | Höchstplatzierung, Gesamtwochen, AuszeichnungChartplatzierungen (Jahr, Titel, Album, Platzierungen, Wochen, Auszeichnungen, Anmerkungen) | Höchstplatzierung, Gesamtwochen, AuszeichnungChartplatzierungen (Jahr, Titel, Album, Platzierungen, Wochen, Auszeichnungen, Anmerkungen) | Höchstplatzierung, Gesamtwochen, AuszeichnungChartplatzierungen (Jahr, Titel, Album, Platzierungen, Wochen, Auszeichnungen, Anmerkungen) | Anmerkungen                                                                                           |
| Jahr | Titel Album                                                                  | DE | AT | UK | US | Anmerkungen                                                                                           |
| ---- | ---------------------------------------------------------------------------- | --- | --- | --- | --- | --- |
| 1962 | Molly –                                                                      | — | — | — | US70 (7 Wo.)US | Erstveröffentlichung: November 1962 Autor: Steve Karliski                                             |
| 1964 | See the Funny Little Clown The Bobby Goldsboro Album                         | — | — | — | US9 (13 Wo.)US | Erstveröffentlichung: 18. November 1963 Autor: Bobby Goldsboro                                        |
| 1964 | Whenever He Holds You The Bobby Goldsboro Album                              | — | — | — | US39 (8 Wo.)US | Erstveröffentlichung: März 1964 Autor: Bobby Goldsboro                                                |
| 1964 | Me Japanese Boy I Love You Little Things                                     | — | — | — | US74 (6 Wo.)US | Erstveröffentlichung: Juli 1964 Autoren: Burt Bacharach, Hal David                                    |
| 1965 | Little Things                                                                | — | — | — | US13 (12 Wo.)US | Erstveröffentlichung: Januar 1965 Autor: Bobby Goldsboro                                              |
| 1965 | Voodoo Woman Broomstick Cowboy                                               | — | — | — | US27 (11 Wo.)US | Erstveröffentlichung: 31. März 1965 Autor: Bobby Goldsboro                                            |
| 1965 | If You Wait for Love Broomstick Cowboy                                       | — | — | — | US75 (5 Wo.)US | Erstveröffentlichung: Juli 1965 Autor: Bobby Goldsboro                                                |
| 1965 | If You’ve Got a Heart Broomstick Cowboy                                      | — | — | — | US60 (8 Wo.)US | B-Seite von If You Wait for Love Autor: Bobby Goldsboro                                               |
| 1965 | Broomstick Cowboy                                                            | — | — | — | US53 (7 Wo.)US | Erstveröffentlichung: November 1965 Autor: Bobby Goldsboro                                            |
| 1966 | It’s Too Late                                                                | — | — | — | US23 (8 Wo.)US | Erstveröffentlichung: Januar 1966 Autor: Bobby Goldsboro                                              |
| 1966 | I Know You Better Than That Solid Goldsboro: Bobby Goldsboro’s Greatest Hits | — | — | — | US56 (5 Wo.)US | Erstveröffentlichung: April 1966 Autor: Bobby Goldsboro                                               |
| 1966 | It Hurts Me Blue Autumn                                                      | — | — | — | US70 (5 Wo.)US | Erstveröffentlichung: August 1966 Autor: Bobby Goldsboro                                              |
| 1966 | Blue Autumn                                                                  | — | — | — | US35 (9 Wo.)US | Erstveröffentlichung: Oktober 1966 Autor: Bobby Goldsboro                                             |
| 1968 | Honey                                                                        | DE8 (10 Wo.)DE | AT9 (12 Wo.)AT | UK2 (15 Wo.)UK | US1 Gold · (15 Wo.)US | Erstveröffentlichung: 13. Februar 1968 Autor: Bobby Russell, Original: Bob Shane, 1968                |
| 1968 | Autumn of My Life Word Pictures                                              | — | — | — | US19 (9 Wo.)US | Erstveröffentlichung: 24. Mai 1968 Autor: Bobby Goldsboro                                             |
| 1968 | The Straight Life Word Pictures                                              | — | — | — | US36 (8 Wo.)US | Erstveröffentlichung: 27. September 1968 Autor und Original: Sonny Curtis, 1968                       |
| 1969 | Glad She’s a Woman Today                                                     | — | — | — | US61 (6 Wo.)US | Erstveröffentlichung: Januar 1969 Autor: Bodie Chandler                                               |
| 1969 | I’m a Drifter Today                                                          | — | — | — | US46 (10 Wo.)US | Erstveröffentlichung: April 1969 Autor: Bobby Goldsboro                                               |
| 1969 | Muddy Mississippi Line                                                       | — | — | — | US53 (9 Wo.)US | Erstveröffentlichung: August 1969 Autor: Bobby Goldsboro                                              |
| 1970 | Mornin’ Mornin’ Muddy Mississippi Line                                       | — | — | — | US78 (5 Wo.)US | Erstveröffentlichung: November 1969 Autor: Dennis Linde                                               |
| 1970 | Can You Feel It Bobby Goldsboro’s Greatest Hits                              | — | — | — | US75 (6 Wo.)US | Erstveröffentlichung: März 1970 Autor: Bobby Goldsboro                                                |
| 1970 | Watching Scotty Grow We Gotta Start Lovin’                                   | — | — | — | US11 (13 Wo.)US | Erstveröffentlichung: November 1970 Autor: Mac Davis                                                  |
| 1971 | And I Love You So Come Back Home                                             | — | — | — | US83 (6 Wo.)US | Erstveröffentlichung: April 1971 Autor und Original: Don McLean, 1970                                 |
| 1971 | Come Back Home                                                               | — | — | — | US69 (6 Wo.)US | Erstveröffentlichung: Juli 1971 Autor: Bobby Goldsboro                                                |
| 1972 | With Pen in Hand Honey                                                       | — | — | — | US94 (5 Wo.)US | Erstveröffentlichung: August 1972 Autor: Bobby Goldsboro                                              |
| 1973 | Summer (The First Time)                                                      | — | — | UK9 (10 Wo.)UK | US21 (14 Wo.)US | Erstveröffentlichung: Mai 1973 Autor: Bobby Goldsboro                                                 |
| 1974 | Hello, Summertime Hello Summertime                                           | — | — | UK14 (10 Wo.)UK | — | Erstveröffentlichung: 22. Juli 1974 Autoren: Bill Backer, Billy Davis, Roger Cook und Roger Greenaway |

grau schraffiert: keine Chartdaten aus diesem Jahr verfügbar
Weitere Singles
- 1962: You Better Go Home
- 1963: The Runaround
- 1963: That’s What Love Will Do
- 1964: I Don’t Know You Anymore
- 1966: Take Your Love
- 1967: Goodbye to All You Women
- 1967: Trusty Little Herbert
- 1967: Pledge of Love
- 1967: Our Way of Life (mit Del Reeves)
- 1968: Look Around You (It’s Christmas Time)
- 1969: Take a Little Good Will Home (mit Del Reeves)
- 1970: It’s Gonna Change
- 1970: We Gotta Start Lovin’
- 1970: Water Color Days
- 1971: A Poem for My Little Lady
- 1972: California Wine
- 1973: Brand New Kind of Love
- 1973: Marlena
- 1974: These Are the Best Times
- 1974: Quicksand
- 1975: You Pull Me Down (Into Sweet, Sweet Love)
- 1975: I Wrote a Song (Sing Along)
- 1976: A Butterfly for Bucky
- 1976: Reunion
- 1976: She Taught Me How to Live Again
- 1977: Me and the Elephants
- 1977: The Cowboy and the Lady
- 1977: He’ll Have to Go
- 1978: Black Fool’s Gold
- 1980: Goodbye Marie
- 1981: Love Ain’t Never Hurt Nobody
- 1981: Alice Doesn’t Love Here Anymore
- 1981: The Round-Up Saloon
- 1982: Lucy and the Stranger